# ポケモンフレンダ
『ポケモンフレンダ』は、タカラトミーアーツより2024年7月11日に稼働が開始されたアーケードゲーム。タカラトミーアーツとマーベラスの共同開発である。

## 概要
『ポケモンメザスタ』の後継タイトルで、コレクションアイテム排出型の「ポケットモンスター」業務用ゲーム機第5弾となる。
3対3でポケモンバトルを行い、捕まえたポケモンの「フレンダピック」を集めていく内容のゲームとなっている。
ポケモンメザスタと同じく、同時プレイが楽しめる「ツイン筐体」となりつつも、一部の画面がタッチパネルとなっている。タッチパネルやボタンを使った直感的な操作で進み、ポケモンと距離感がより近く感じるアクションが楽しめる仕様である。
また、筐体一機に50インチモニターが2台搭載され、隣との同時プレイが発生すると、画面に映し出される映像が隣と繋がり両画面を使った一体的な映像で迫力のあるバトルが展開される。

## 沿革
2024年
- 7月11日 - 「フレンダ1弾」稼働開始
- 9月11日 - 「フレンダ1弾」稼働終了
- 9月12日 - 「フレンダ2弾」稼働開始
- 11月20日 -「フレンダ2弾」稼働終了
- 11月21日 -「フレンダ3弾」稼働開始

2025年
- 2月6日 -「フレンダ4弾」稼働開始
- 4月23日 -「フレンダ4弾」稼働終了
- 4月24日 - 「フレンダ5弾」稼働開始
- 7月9日 - 「フレンダ5弾」 稼働終了
- 7月10日 - 「ベストタッグ1弾」 稼働開始

## 遊び方

### バトルでゲット
100円を入れた後、トレーナーピックを読み込む。所持していない場合は200円で購入することができる。
バトルでゲットを選んだ後、エリアを選び、野生のポケモンが現れたらスキャンフィールドにフレンダピックをセットする。ピックを持っていなくても、レンタルポケモンで遊ぶことができる。
画面を手のひらでスライドし、攻撃させたいポケモンを前に出して攻撃する。
ボタンを押してルーレットを止め、相手のポケモンに攻撃する。
ゲットチャンスになったら100円を入れて必ず1匹ポケモンを捕まえることができ、捕まえたポケモンはフレンダピックとして排出される。ゲットチャンスで主人公が登場すると必ずトレジャー以上のポケモンを捕まえることが出来る。
ポケモンをつかまえたときに「こうかんチャンス」がおきることがあり 「こうかんチャンス」のマークがでてきて100円をいれてボールをなげたあと「こうかんチャンス」が発生する 。「こうかんチャンス」では捕まえたポケモンとせんぱいトレーナーのポケモンをこうかんできる。スーパートレジャーポケモンと交換できることもある。せんぱいトレーナーは前作「ポケモンメザスタ」の主人公の姿をしている。こうかんチャンスは「ゲットタイム」と「ラストゲットタイム」でのみ発生する。
ポケモンを倒すか捕まえるかするとたんけんロードが進む。たんけんロードをたくさん進むと、とびらがレベルアップする。
たんけんロードは「バトルでゲット！」モードのゲーム画面の上の方に表示され、相手のポケモンをたおしたり、フレンダピックをゲットしたりするとすごろく形式で進むことが出来る。
たんけんロードをどんどん進むととびらがレベルアップする。
たんけんロードを進むととびらに到達する。手のひらでタッチして、とびらを開くとその先でスーパートレジャーポケモンに出会えることもある。
とびらを開けるとポケモンがいて、タッチパネルを手のひらで撫でてなかよくなることができる。なかよくなったポケモンはサファリボールでゲット可能。
たんけんロードを進んで、とびらをレベルアップさせると、とびらの色がどんどん豪華になる。
とびらをあけて、スーパートレジャーポケモンがあらわれたらクライマックスバトルになる。
とびらにはふしぎなとびら、りっぱなとびら、ぎんいろのとびら、おうごんのとびらの4種類があり、ぎんいろのとびらからは★3〜5のポケモン、おうごんのとびらからはスーパートレジャーが確定で出現する。
5だんからたんけんロードジャンプが実装。たんけんロードを進んでいると草むらからポケモンが現れておうごんのとびらまで運んでくれることがある。1、2ターン目にたんけんロードジャンプが「おうごんのとびら」に到達した場合たんけんバトルは最終ターンまでプレイできる。おうごんのとびら到達以降に獲得する星はリザルトでのパートナー育成に反映される。

### いますぐゲット
バトルをせずにポケモンをゲットできるモード。100円を入れ、いますぐゲットを選ぶことで遊べる。草むらにおかしを投げ100円を入れてボールを投げ、ボールがとんだ先の草むらからポケモンを捕まえられ、草むらがなくなるまで続けることができる。続ける場合は100円を入れてボールを投げると続けることができる。

### トレジャータッグバトル
2つの画面が合体してトレジャータッグバトルが発生することがある。こうげきルーレットでは、2人が出した数字のうち、より大きい方が選ばれる。ボールルーレットでは、2人が止めたボールのうち、性能の良い方のボールが選ばれる。
発生すると隣の人同時にスーパートレジャーのポケモンとバトルすることができる。捕まえるとお互いにフレンダピックを手に入れることができる。

### トレーナーとバトル
4弾より登場。「バトルでゲット！」モードで遊ぶとトレーナーがバトルを仕掛けてくることがある。登場するトレーナーは弾ごとに変わる。 「バトルする！」を選んだ場合、バトル終了後は「ボーナスゲットタイム」となり、野生のポケモンとのバトルは出来ない。トレーナーとバトルをするかボタンで選ぶとバトルになり相手のポケモンをすべて倒したら勝利となる。 

## テラスタル・Zワザ・メガシンカ

### テラスタルチャンス
テラスタルピックのポケモンをバトルに出すとそのポケモンの最初のこうげきのときに「テラスタルチャンス」が発生し、 テラスタルするかどうか選び、テラスタルオーブをもっている場合はここでスキャンする。 画面をてのひらでスライドして、テラスタルマークを回す。たくさんまわすと、ルーレットがパワーアップする。 光っている「テラスタルマーク」をねらってルーレットを止める。テラスタルオーブをスキャンすると100％テラスタルできる 。テラスタルオーブを「テラスタルマーク」でルーレットをとめることができれば、ポケモンがテラスタルする。 テラスタルすると、こうげきルーレットで「テラスタルボーナス」が発生しルーレットがパワーアップする。キラキラした「テラバーストマーク」をねらい、ルーレットを止め、ボタン連打で応援する。テラバーストを繰り出して相手のポケモンの弱点を突くとちょうばつぐんになり、大ダメージを与えることができる。

### Zワザチャンス
「Zワザ」が使えるフレンダピックをバトルに出すとそのポケモンの最初のこうげきのときに「Zワザチャンス」が発生する。 Zワザチャンスが発生したら、Zワザを使うか どうか選び、 画面を手のひらでタッチして、マークをすばやく動かし、ゼンリョクポーズを決める。動きがはやいほど、Zワザパワーがたまっていく。画面 のガイドに合わせてゼンリョクポーズを決めるとZワザの威力が上がる。ボタン連打で応援して、Zワザを繰り出す。

### メガシンカ
メガシンカポケモンのピックを最初に出すとメガシンカチャンスが発生し、メガシンカするかどうかを選んで画面の上から流れてくるメガシンカマークを狙い、5回連続でタッチするとポケモンがメガシンカする。メガシンカすると、こうげきルーレットがパワーアップし、虹色の数字が登場する。

## 関連商品

### トレーナーピック
ゲームのデータを200回記録できるアイテム。筐体から200円で購入可能。トレーナーピックを使うと、トレーナーの見た目の登録ができ、ボールルーレットのマスターボールが1個増え、 バトルを助けてくれるパートナーポケモンが仲間になりゲームを遊んでいくと進化する。サイト「フレンダサークル」に登録するとトレーナーの名前登録、フレンダずかんの閲覧、イメージの変更ができ、毎弾サポートチケットが貰える。

### フレンダフォルダー
フレンダピックを収納できる、出し入れ簡単なフォルダー。
フレンダピックを18枚収納可能。

### フレンダボックス
フレンダピック22枚とトレーナーピック1枚を収納可能。マルチスキャナーに置けばトレーナーピックをそのまま読み込み可能。

### フレンダトランク
フレンダピック96枚とトレーナーピック1枚を収納できる大容量トランク。トレーを取り外すと「ポケモン テラスタルオーブ」も収納可能。

### フレンダフォルダーDX
12枚のフレンダピックを収納できるリフィルが6枚セットされている計72枚収納可能な大容量フォルダー。

### フレンダデビューセット ～ナカマときめろ！テラスタル！～
テラスタルができるフレンダピック3枚とスペシャルデザインのトレーナーピックが入ったセット。

### トレジャーポケモンセット ～コライドン・ミライドン・ピカチュウ～
伝説のポケモン「コライドン」「ミライドン」とZワザが使える「ピカチュウ」が、トレジャーポケモンで手に入るセット。スペシャルデザインのトレーナーピック付き。

### 超連動！ポケモン テラスタルオーブDX
ポケモンフレンダのマシンにかざすと100％テラスタルを発動でき、「フレンダモード」と「テラスタルオーブモード」の2つのモードで遊べる。テラスタルできるスペシャルフレンダピックの「リザードン」と「ソウブレイズ」付属。

## YouTubeチャンネル

### ポケモンフレンダTV
ポケモンフレンダの公式YouTubeチャンネル。毎週金曜日18時ごろ更新。最新弾の先行プレイやスペシャルピックの紹介などの動画を投稿している。

### フレンダナビゲーター
ポケモンフレンダの魅力を伝えるため、ポケモンフレンダTVや各種イベントの出演を行なっている。
ヒロト
2025年6月に卒業。
ナギサ
マイ
じん

### フレン団
ポケモンフレンダをこよなく愛するフレンドリーな敵役。
2024年9月追加。
シオーラ
ビッグサマー

## 主題歌

### ダダダ！ポケモンフレンダ
作詞・作曲:星部ショウ
歌:フレンダナビゲーター